# Anders Lindbäck (ishockeymålvakt)
Anders Isak Lindbäck, född 3 maj 1988 i Gävle, är en svensk professionell ishockeymålvakt som spelar för Färjestad BK i SHL. Lindbäck har även tidigare spelat för Brynäs IF, Arizona Coyotes, Tampa Bay Lightning, Dallas Stars, Buffalo Sabres och Vienna Capitals. Han valdes i den sjunde rundan som 207:e spelare totalt i NHL-draften 2008 av Nashville Predators.

## Karriär
Via spel med Brynäs IF:s juniorlag lånades Anders Lindbäck under säsongen 2007–08 ut till Almtuna IS i Allsvenskan.  Följande säsong, 2008–09, spelade han med Brynäs IF. 
Lindbäck spelade med Timrå IK under säsongen 2009–10 i Elitserien.
Lindbäck spelade i Tre Kronor vid VM 2010 och vann en bronsmedalj.
Den 5 januari 2024 meddelade Brynäs IF på deras hemsida att man arbetsbefriar Lindbäck för den återstående tiden av kontraktet, dvs. säsongen ut.

## Klubbar
- Almtuna IS, Allsvenskan, 2007–08
- Brynäs IF, Elitserien, 2008–09
- Timrå IK, Elitserien, 2009–10
- Nashville Predators, NHL, 2010–2012,
- Tampa Bay Lightning, NHL, 2012–2014
- Dallas Stars, NHL, 2014–2015
- Buffalo Sabres, NHL, 2014–2015
- Arizona Coyotes, NHL, 2015–2016
- Rögle BK, SHL, 2016
- Nashville Predators, NHL, 2017–2018
- HC Davos NL, 2018-2019
- Torpedo Nizjnij Novgorod, KHL, 2019–2020
- Jokerit, KHL, 2020–2022
- Brynäs IF, SHL, HA, 2022–2024
- Vienna Capitals, ICEHL, 2024–2025
- Färjestad BK, SHL, 2025–

## Meriter
- VM-brons 2010